# Bartosy
Bartosy – wieś w Polsce położona w województwie mazowieckim, w powiecie ostrowskim, sołectwo gminy Wąsewo.
Dawniej Wysocze Bartosy.
Wierni Kościoła rzymskokatolickiego należą do parafii Narodzenia Najświętszej Maryi Panny w Wąsewie.

## Historia
W latach 1921–1939 wieś leżała w województwie białostockim, w powiecie ostrołęckim, w gminie Czerwin.
Według Powszechnego Spisu Ludności z 1921 roku wieś zamieszkiwały 103 osoby w 16 budynkach mieszkalnych. Około 1933 miejscowość należała do parafii rzymskokatolickiej w m. Czerwin, podlegała pod Sąd Grodzki w Ostrołęce i Okręgowy w Łomży, a właściwy urząd pocztowy mieścił się w m. Czerwin.
W wyniku agresji niemieckiej we wrześniu 1939 wieś znalazła się pod okupacją niemiecką. Od 1939 do wyzwolenia w 1945 włączona w skład Generalnego Gubernatorstwa.
W latach 1975–1998 miejscowość administracyjnie należała do województwa ostrołęckiego.